# District de Watarai

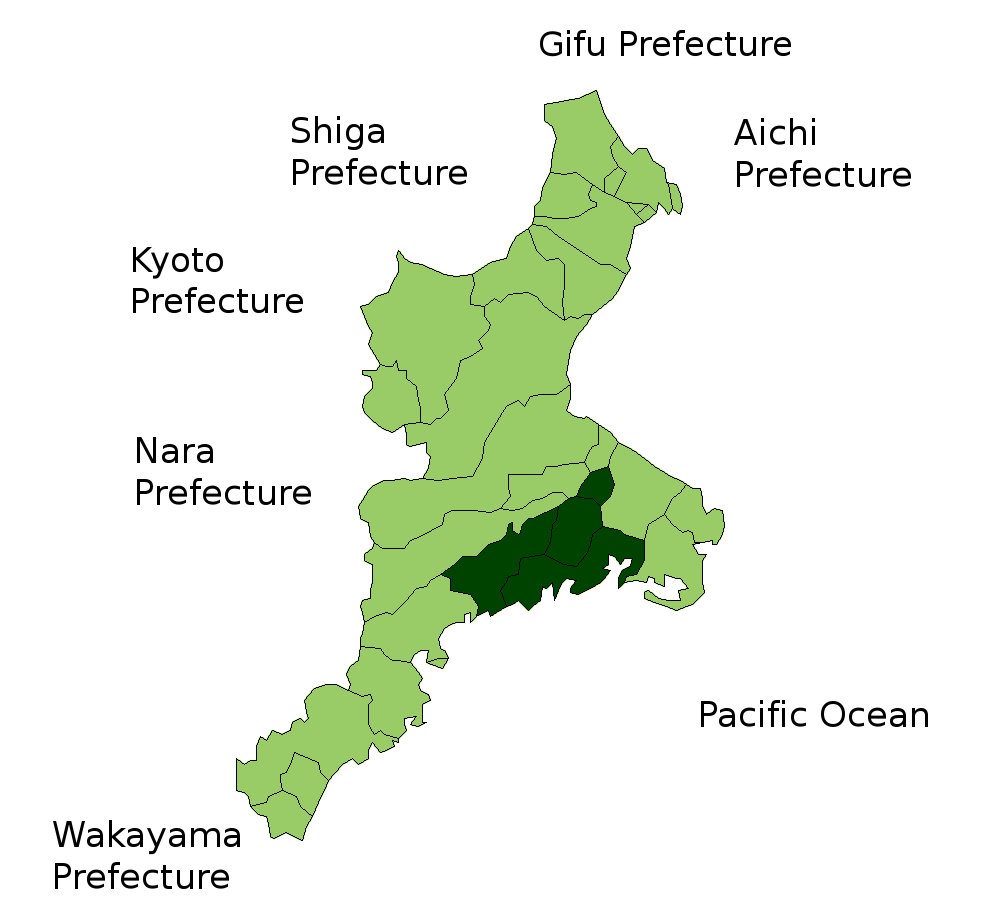
Localisation du district de Watarai dans la préfecture de Mie.

Le district de Watarai (度会郡, Watarai-gun) est un district situé dans la préfecture de Mie, au Japon. Il s'étend sur 652,43 km2.

## Municipalités du district
- Taiki
- Tamaki
- Minamiise
- Watarai

## Histoire
- Le 14 février 2005, les bourgs de Kisei et Ōmiya et le village d'Ōuchiyama fusionnent pour former le bourg de Taiki.
- Le 1er octobre 2005, les bourgs de Nansei et Nantō fusionnent pour former le bourg de Minamiise.